# Caesar van Everdingen

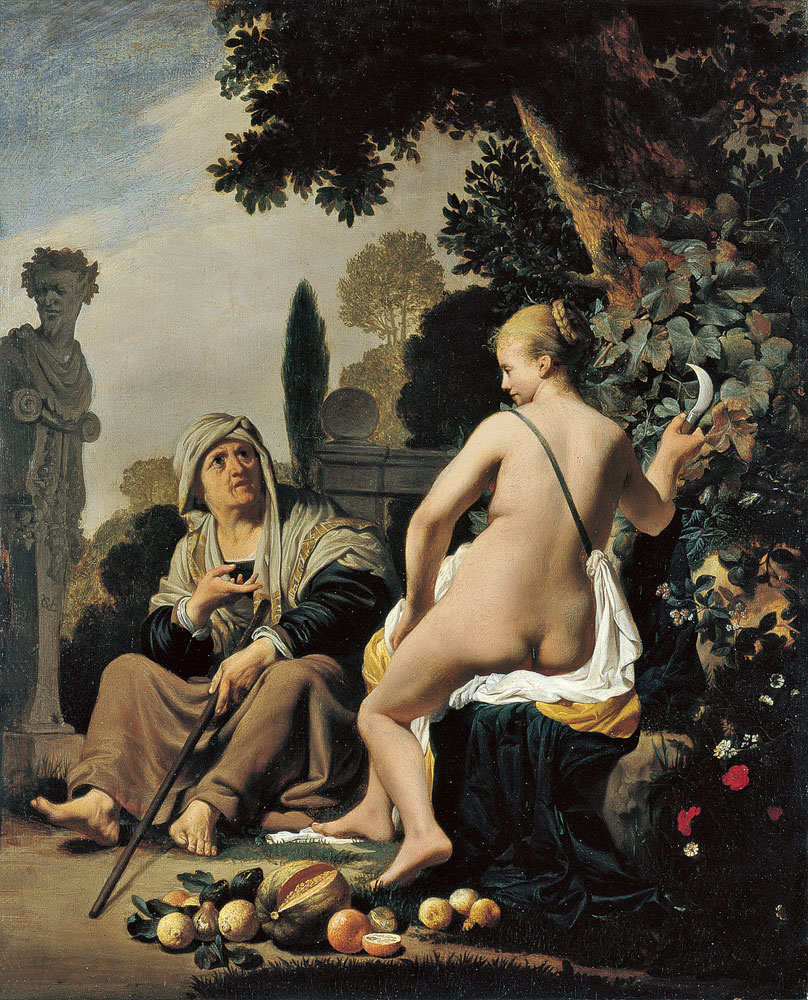
Vertumno y Pomona, óleo sobre tabla, 47,9 x 38,9 cm, Madrid, Museo Thyssen Bornemisza.

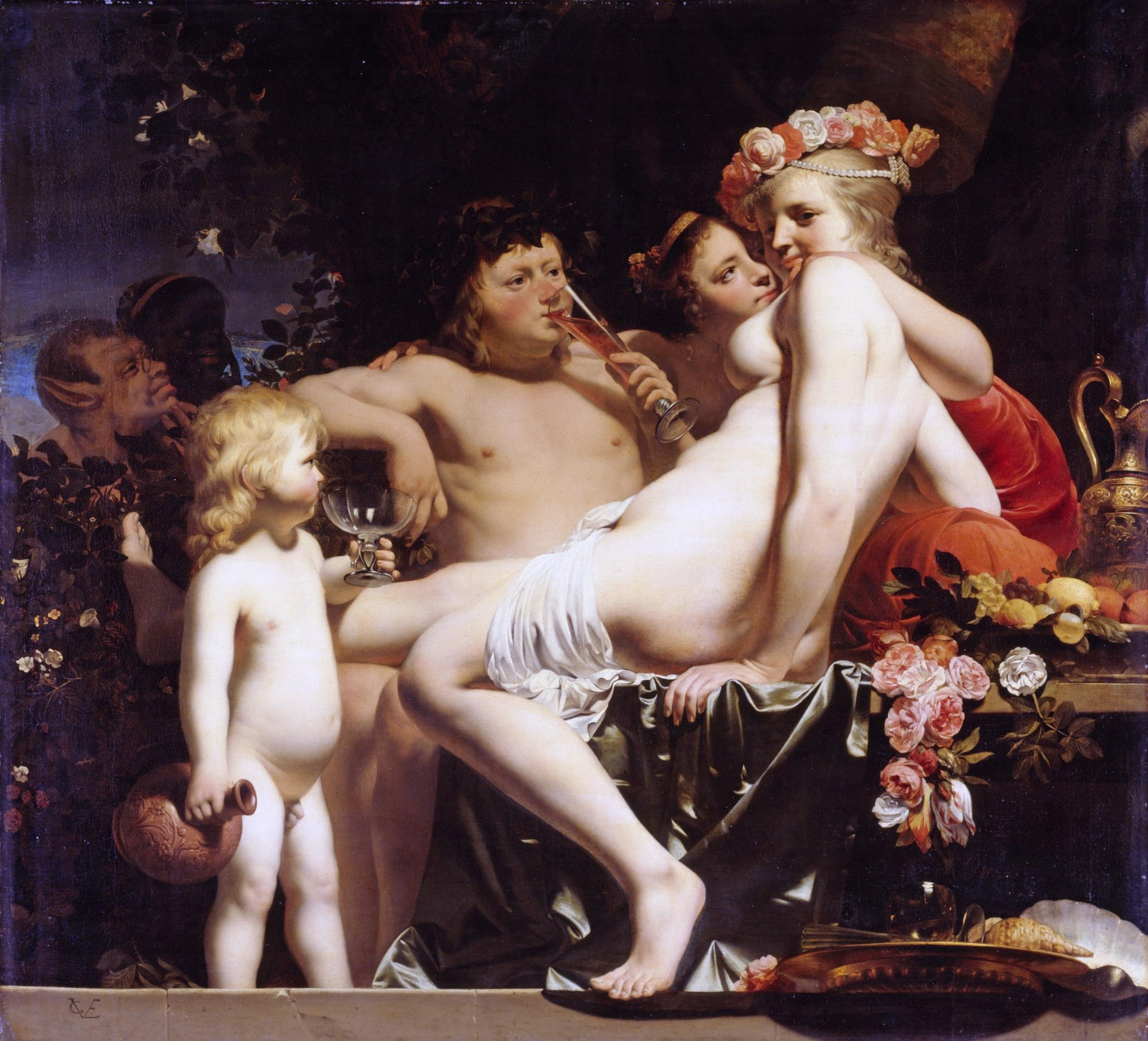
Baco con dos ninfas y Amor, ca. 1660. Óleo sobre tabla, 147 × 161 cm, Dresde, Gemäldegalerie Alte Meister.

Caesar Boëtius van Everdingen (Alkmaar, c. 1616/1617-1678) fue un pintor barroco neerlandés, destacado representante del grupo de los Academicistas de Haarlem.

## Biografía
Hijo de un notario y hermano mayor de Allart van Everdingen, según Arnold Houbraken se habría formado en Utrecht con Jan Gerritsz. van Bronckhorst, de lo que no existe constancia documental, aunque el estilo de sus primeras obras no desmiente una posible formación en Utrecht.  Artista precoz, mencionado ya como pintor en 1628, en 1632 se inscribió en la guilda de San Lucas de Alkmaar aunque las primeras obras conocidas, los retratos de sus padres del Museo municipal de Alkmaar, son algo posteriores. En 1641 firmó y fechó el retrato colectivo de los Oficiales de la guardia cívica de Orange de Alkmaar, conservado en el mismo museo, e inmediatamente pasó a Amersfoort donde llamado por el arquitecto Jacob van Campen y bajo su supervisión trabajó en la pintura de las puertas del órgano de la Gran Iglesia de Alkmaar y en la decoración de su finca en Randenbroek.
En 1646 se encontraba de nuevo en Alkmaar, donde contrajo matrimonio con Helena van Oosthorn. Dos años después, y de nuevo gracias a la mediación de Van Campen, se le encargaron dos pinturas de grandes dimensiones para la Oranjezaal del palacio Huis ten Bosch donde se conservan: Alegoría del nacimiento de Federico Enrique y Cuatro Musas con Pegaso. Establecido en Haarlem, ingresó en 1648 en la guardia de arqueros local, y en 1651 en el gremio de San Lucas del que fue designado decano en el curso 1655-1656. En 1657, cerrando la etapa más fecunda de su producción, regresó a Alkmaar, donde permaneció ya hasta su muerte, aunque con una breve estancia en Ámsterdam en 1661. El 13 de octubre de 1678 fue enterrado en la Grote Kerk de su ciudad natal.

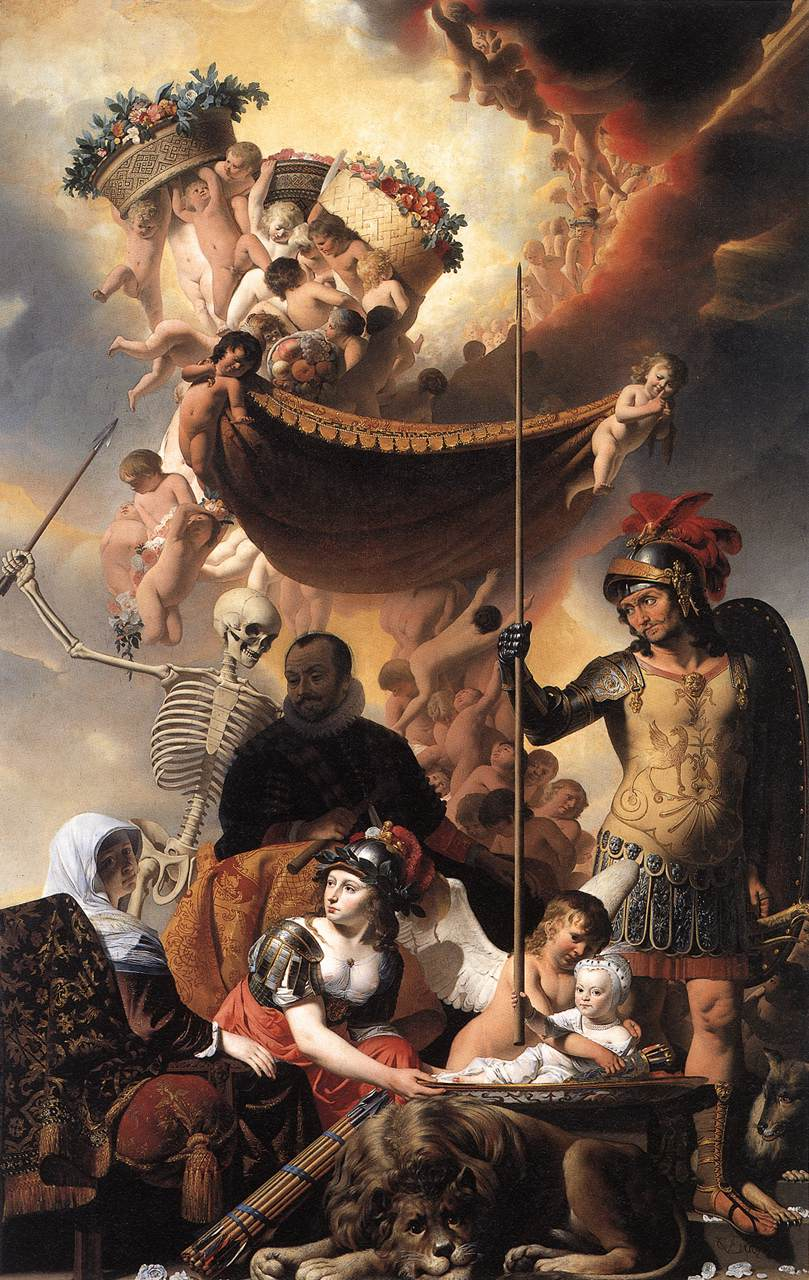
Alegoría del nacimiento de Federico Enrique, óleo sobre lienzo, 373 x 243 cm, La Haya, Palacio Huis ten Bosch.

## Obra
Autor de retratos estimables, fue también pintor de historia, con atención a la mitología —Siringa perseguida por Pan (Ámsterdam, Rijksmuseum), Vertumno y Pomona (Madrid, Museo Thyssen Bornemisza), Baco con dos ninfas y Amor (Dresde, Gemäldegalerie Alte Meister)— la historia grecorromana —Licurgo (Alkmaar, Museo municipal), Diógenes buscando a un hombre (La Haya, Mauritshuis)— y la alegoría: Alegoría de la vendimia (Haarlem, Frans Hals Museum).